# (1337) Gerarda
(1337) Gerarda – planetoida z pasa głównego asteroid okrążająca Słońce w ciągu 4 lat i 352 dni w średniej odległości 2,91 au. Została odkryta 9 września 1934 roku w placówce Leiden Observatory w Johannesburgu przez Hendrika van Genta. Nazwa planetoidy pochodzi od imienia żony pana Prinsa, który zajmował się obliczeniami w Leiden Observatory. Przed nadaniem nazwy planetoida nosiła oznaczenie tymczasowe (1337) 1934 RA1.